# وائویل، کلودس
وائویل، کلودس (به فرانسوی: Vauville, Calvados) یک کمون در فرانسه است که در Canton of Pont-l'Évêque واقع شده‌است.

## خصوصیات
وائویل ۵٫۱۳ کیلومترمربع مساحت و ۲۳۳ نفر جمعیت دارد و ۱۷ متر بالاتر از سطح دریا واقع شده‌است.